# Hans Anhalt
Hans Anhalt (ur. 25 września 1908 w Lengefeld, zm. 13 kwietnia 1975) – zbrodniarz nazistowski, członek załogi obozu koncentracyjnego Auschwitz-Birkenau i SS-Sturmmann.

## Życiorys
Esesman, członek personelu obozu Auschwitz-Birkenau od 1942 do stycznia 1945, gdzie pełnił służbę między innymi w magazynach, w których składowano mienie zagazowanych Żydów (tzw. Kanada). Anhalt był postrachem więźniów obozu. Nieustannie ich maltretował, czasem ze skutkiem śmiertelnym. Zastrzelił przynajmniej ośmiu więźniów w czasie, gdy był konwojentem jednej z drużyn roboczych. Anhalt brał również udział w selekcjach Żydów na rampie w Birkenau i odprowadzał ofiary do komór gazowych. Dokonywał również selekcji więźniów do zbrodniczych pseudoeksperymentów medycznych przeprowadzanych przez dr. Josefa Mengele. Wreszcie podczas marszu śmierci z Auschwitz zamordował wielu więźniów niezdolnych do dalszej drogi.
Po zakończeniu wojny Anhalt zamieszkał w NRD. Poczuł się wówczas tak pewnie, iż sprzedawał do lombardu rzeczy, które zrabował podczas swojej służby obozowej. Jako że były to przedmioty o znacznej wartości, wschodnioniemiecka policja przeszukała mieszkanie Anhalta i natrafiła na dowody wskazujące na ich prawdziwe pochodzenie. W 1964 wytoczono Anhaltowi proces, który toczył się przed Sądem w Erfurcie. Został skazany 20 lipca 1964 za zbrodnie popełnione w Auschwitz-Birkenau na dożywotnie pozbawienie wolności. Wyrok zatwierdził Sąd Najwyższy Niemieckiej Republiki Demokratycznej 21 sierpnia 1964. Anhalt zmarł w więzieniu w 1975 roku.